# Európa UNESCO globális geoparkjai
Európa a geopark mozgalom egyik bölcsője Kína mellett, a ma létező Globális Geopark Hálózat az Európai Geopark Hálózat (European Geoparks Network – EGN) korai tagjaiból indulva fejlődött ki. 2020-ban a kontinensen 75 terület viseli az UNESCO Globális Geopark címet 26 tagországban, mindezek mellett pedig számos geopark jelölti státuszban van, vagy nemzeti geoparkként funkcionál. A geoparkok mellett a kontinens geodiverzitásának nemzetközi elismerésében komoly szerep jut a világörökségi lista VIII és VII kritériumok alatt szereplő helyszíneknek is.

## UNESCO Globális Geoparkok
| UNESCO Globális Geopark               | Kép                                   | Elhelyezkedés | Terület (km2) | Felvétel éve | Hivatkozás      |
| ------------------------------------- | ------------------------------------- | --- | ------------- | ------------ | --------------- |
| Haute-Provence                        |                                       | Provence-Alpes-Côte d'Azur · Franciaország · é. sz. 44° 06′ 31″, k. h. 6° 17′ 13″44.108611°N 6.286944°EHaute-Provence UNESCO Global Geopark                              | 2300          | 2000         | [ 2 ] [ 3 ]     |
| Vulkaneifel                           |                                       | Rajna-vidék-Pfalz · Németország · é. sz. 50° 12′ 24″, k. h. 6° 50′ 10″50.206667°N 6.836111°EVulkaneifel UNESCO Global Geopark                                            | 1220          | 2000         | [ 4 ] [ 5 ]     |
| Lesvos sziget                         |                                       | Észak-Égei-szigetek · Görögország · é. sz. 39° 12′ 42″, k. h. 25° 51′ 18″39.211667°N 25.855000°ELesvos Island UNESCO Global Geopark                                      | 1636          | 2000         | [ 6 ] [ 7 ]     |
| Psiloritis                            |                                       | Kréta · Görögország · é. sz. 35° 17′ 32″, k. h. 24° 52′ 53″35.292222°N 24.881389°EPsiloritis UNESCO Global Geopark                                                       | 1159          | 2001         | [ 8 ] [ 9 ]     |
| TERRA.vita                            |                                       | Alsó-Szászország, Észak-Rajna-Vesztfália · Németország · é. sz. 52° 16′ 00″, k. h. 8° 03′ 00″52.266667°N 8.050000°ETERRA.Vita UNESCO Global Geopark                      | 1560          | 2001         | [ 10 ] [ 11 ]   |
| Copper Coast                          |                                       | Munster · Írország · é. sz. 52° 08′ 19″, ny. h. 7° 20′ 32″52.138611°N 7.342222°WCopper Coast UNESCO Global Geopark                                                       | 50            | 2001         | [ 12 ] [ 13 ]   |
| Marble Arch barlangok                 |                                       | Ulster · Írország, Egyesült Királyság · é. sz. 54° 15′ 31″, ny. h. 7° 30′ 53″54.258611°N 7.514722°WMarble Arch Caves UNESCO Global Geopark                               | 180           | 2001         | [ 14 ] [ 15 ]   |
| Madonie                               |                                       | Szicília · Olaszország · é. sz. 37° 52′ 00″, k. h. 14° 04′ 44″37.866667°N 14.078889°EMadonie UNESCO Global Geopark                                                       | 400           | 2004         | [ 16 ] [ 17 ]   |
| Rocca di Cerere                       |                                       | Szicília · Olaszország · é. sz. 37° 30′ 53″, k. h. 14° 22′ 41″37.514722°N 14.378056°ERocca di Cerere UNESCO Global Geopark                                               | 1298          | 2008         | [ 18 ] [ 19 ]   |
| Steirische Eisenwurzen                |                                       | Stájerország · Ausztria · é. sz. 47° 04′ 12″, k. h. 15° 29′ 27″47.070000°N 15.490833°ESteirische Eisenwurzen UNESCO Global Geopark                                       | 586           | 2004         | [ 20 ] [ 21 ]   |
| Bergstrasse-Odenwald                  |                                       | Hessen, Bajorország, Baden-Württemberg · Németország · é. sz. 49° 32′ 11″, k. h. 8° 34′ 07″49.536389°N 8.568611°EBergstrasse-Odenwald UNESCO Global Geopark              | 3500          | 2004         | [ 22 ] [ 23 ]   |
| North Pennines                        |                                       | North East England · Egyesült Királyság · é. sz. 54° 47′ 17″, ny. h. 2° 25′ 01″54.788056°N 2.416944°WNorth Pennines UNESCO Global Geopark                                | 1938          | 2004         | [ 24 ] [ 25 ]   |
| Luberon                               |                                       | Provence-Alpes-Côte d'Azur · Franciaország · é. sz. 43° 52′ 31″, k. h. 5° 26′ 08″43.875278°N 5.435556°ELuberon UNESCO Global Geopark                                     | 1953          | 2004         | [ 26 ] [ 27 ]   |
| North-West Highlands                  |                                       | Skócia · Egyesült Királyság · é. sz. 58° 08′ 09″, ny. h. 5° 15′ 05″58.135833°N 5.251389°WNorth-West Highlands UNESCO Global Geopark                                      | 2100          | 2004         | [ 28 ] [ 29 ]   |
| Sváb-Alb                              |                                       | Baden-Württemberg · Németország · é. sz. 48° 31′ 00″, k. h. 9° 24′ 15″48.516667°N 9.404167°ESwabian Alps UNESCO Global Geopark                                           | 6688          | 2004         | [ 30 ] [ 31 ]   |
| Harz – Braunschweiger Land – Ostfalen |                                       | Alsó-Szászország, Türingia, Szász-Anhalt · Németország · é. sz. 52° 16′ 05″, k. h. 10° 49′ 57″52.268056°N 10.832500°EPercé UNESCO Global Geopark                         | 11500         | 2004         | [ 32 ] [ 33 ]   |
| Hátszegvidéki Dinoszaurusz Geopark    | Jellegzetes rét a Hátszegi-medencében | Hunyad megye · Románia · é. sz. 45° 36′ 27″, k. h. 23° 22′ 44″45.607500°N 23.378889°EHateg Country Dinosaurs UNESCO Global Geopark                                       | 1024          | 2005         | [ 34 ] [ 35 ]   |
| Beigua                                |                                       | Liguria · Olaszország · é. sz. 44° 25′ 40″, k. h. 8° 35′ 12″44.427778°N 8.586667°EBeigua UNESCO Global Geopark                                                           | 392           | 2005         | [ 36 ] [ 37 ]   |
| Fforest Fawr                          |                                       | Wales · Egyesült Királyság · é. sz. 51° 55′ 51″, ny. h. 3° 24′ 21″51.930833°N 3.405833°WFforest Fawr UNESCO Global Geopark                                               | 763           | 2005         | [ 38 ] [ 39 ]   |
| Cseh Paradicsom                       |                                       | Közép-Csehország, Hrádec Králove · Csehország · é. sz. 50° 35′ 50″, k. h. 15° 07′ 02″50.597222°N 15.117222°EBohemian Paradise UNESCO Global Geopark                      | 742           | 2005         | [ 40 ] [ 41 ]   |
| Cabo de Gata – Níjar                  |                                       | Andalúzia · Spanyolország · é. sz. 36° 47′ 22″, ny. h. 2° 14′ 14″36.789444°N 2.237222°WCabo de Gata - Níjar UNESCO Global Geopark                                        | 500           | 2006         | [ 42 ] [ 43 ]   |
| Naturtejo de Meseta Meridional        |                                       | Centro · Portugália · é. sz. 39° 48′ 16″, ny. h. 7° 29′ 34″39.804444°N 7.492778°WNaturtejo UNESCO Global Geopark                                                         | 4624.4        | 2006         | [ 44 ] [ 45 ]   |
| Sierras Subbéticas                    |                                       | Andalúzia · Spanyolország · é. sz. 37° 14′ 52″, ny. h. 4° 18′ 24″37.247778°N 4.306667°WSierras Subbeticas UNESCO Global Geopark                                          | 320           | 2006         | [ 46 ] [ 47 ]   |
| Sobrarbe-Pirineos                     |                                       | Aragónia · Spanyolország · é. sz. 42° 22′ 07″, k. h. 0° 10′ 13″42.368611°N 0.170278°ESobrarbe UNESCO Global Geopark                                                      | 2202          | 2006         | [ 48 ] [ 49 ]   |
| Gea Norvegica                         |                                       | Telemark, Vestfold · Norvégia · é. sz. 59° 08′ 12″, k. h. 9° 59′ 51″59.136667°N 9.997500°EGea Norvegica UNESCO Global Geopark                                            | 3000          | 2006         | [ 50 ] [ 51 ]   |
| Papuk                                 |                                       | Pozsega-Szlavónia · Horvátország · é. sz. 45° 27′ 25″, k. h. 17° 39′ 38″45.457027°N 17.660691°EPapuk UNESCO Global Geopark                                               | 524           | 2007         | [ 52 ] [ 53 ]   |
| Angol Riviéra                         |                                       | Devon · Egyesült Királyság · é. sz. 50° 27′ 22″, ny. h. 3° 33′ 15″50.456111°N 3.554167°WEnglish Riviera UNESCO Global Geopark                                            | 104           | 2007         | [ 54 ] [ 55 ]   |
| Adamello-Brenta                       |                                       | Trentino · Olaszország · é. sz. 46° 07′ 09″, k. h. 10° 45′ 08″46.119167°N 10.752222°EAdamello-Brenta UNESCO Global Geopark                                               | 1188          | 2008         | [ 56 ] [ 57 ]   |
| GeoMôn                                |                                       | Wales · Egyesült Királyság · é. sz. 53° 16′ 08″, ny. h. 4° 20′ 03″53.268889°N 4.334167°WGeoMôn UNESCO Global Geopark                                                     | 1800          | 2009         | [ 58 ] [ 59 ]   |
| Arouca                                |                                       | Norte · Portugália · é. sz. 40° 55′ 56″, ny. h. 8° 14′ 42″40.932222°N 8.245000°WArouca UNESCO Global Geopark                                                             | 327           | 2009         | [ 60 ] [ 61 ]   |
| Shetland                              |                                       | Skócia · Egyesült Királyság · é. sz. 60° 33′ 36″, ny. h. 1° 05′ 55″60.560000°N 1.098611°WShetland UNESCO Global Geopark                                                  | 1468          | 2009         | [ 62 ] [ 63 ]   |
| Chelmos – Vouraikos                   |                                       | Achaea · Görögország · é. sz. 38° 08′ 47″, k. h. 22° 10′ 18″38.146389°N 22.171667°EChelmos – Vouraikos UNESCO Global Geopark                                             | 647           | 2009         | [ 64 ] [ 65 ]   |
| Novohrad – Nograd                     |                                       | Nógrád vármegye, Besztercebányai kerület · Magyarország, Szlovákia · é. sz. 48° 09′ 58″, k. h. 19° 48′ 55″48.166111°N 19.815278°ENovohrad - Nógrád UNESCO Global Geopark | 1587          | 2010         | [ 66 ] [ 67 ]   |
| Magma                                 |                                       | Vestlandet, Sørlandet · Norvégia · é. sz. 58° 26′ 50″, k. h. 6° 03′ 08″58.447222°N 6.052222°EMagma UNESCO Global Geopark                                                 | 3000          | 2006         | [ 68 ] [ 69 ]   |
| Baszk-part                            |                                       | Baszkföld · Spanyolország · é. sz. 43° 17′ 45″, ny. h. 2° 21′ 16″43.295833°N 2.354444°WBasque Coast UNESCO Global Geopark                                                | 89            | 2010         | [ 70 ] [ 71 ]   |
| Cilento e Vallo di Diano              |                                       | Campania · Olaszország · é. sz. 40° 16′ 50″, k. h. 15° 22′ 21″40.280556°N 15.372500°ECilento e Vallo di Diano UNESCO Global Geopark                                      | 1841          | 2010         | [ 72 ] [ 73 ]   |
| Rokua                                 |                                       | Oulu · Finnország · é. sz. 64° 34′ 43″, k. h. 26° 30′ 06″64.578611°N 26.501667°ERokua UNESCO Global Geopark                                                              | 1326          | 2010         | [ 74 ] [ 75 ]   |
| Toszkánai bányavidék                  |                                       | Toszkána · Olaszország · é. sz. 42° 57′ 17″, k. h. 10° 50′ 32″42.954722°N 10.842222°ETuscan Mining Park UNESCO Global Geopark                                            | 1087          | 2010         | [ 76 ] [ 77 ]   |
| Vikos – Aoos                          |                                       | Nyugat-Makedónia, Epirusz · Görögország · é. sz. 40° 01′ 02″, k. h. 20° 42′ 43″40.017222°N 20.711944°EVikos-Aoos UNESCO Global Geopark                                   | 1200          | 2010         | [ 78 ] [ 79 ]   |
| Muskau Arch                           |                                       | Brandenburg, , Lubus · Németország, Lengyelország · é. sz. 51° 34′ 13″, k. h. 14° 43′ 35″51.570278°N 14.726389°EMuskau Arch UNESCO Global Geopark                        | 578.8         | 2011         | [ 80 ] [ 81 ]   |
| Sierra Norte de Sevilla               |                                       | Andalúzia · Spanyolország · é. sz. 37° 42′ 44″, ny. h. 5° 38′ 04″37.712222°N 5.634444°WSierra Norte de Sevilla UNESCO Global Geopark                                     | 1774.84       | 2011         | [ 82 ] [ 83 ]   |
| Burren és Moher -sziklák              |                                       | Clare · Írország · é. sz. 52° 59′ 47″, ny. h. 9° 23′ 21″52.996389°N 9.389167°WBurren and Cliffs of Moher UNESCO Global Geopark                                           | 530           | 2011         | [ 84 ] [ 85 ]   |
| Katla                                 |                                       | South Constituency · Izland · é. sz. 63° 37′ 50″, ny. h. 19° 37′ 16″63.630556°N 19.621111°WKatla UNESCO Global Geopark                                                   | 9542          | 2011         | [ 86 ] [ 87 ]   |
| Massif des Bauges                     |                                       | Auvergne-Rhone-Alpes · Franciaország · é. sz. 45° 41′ 15″, k. h. 6° 06′ 21″45.687500°N 6.105833°EMassif des Bauges UNESCO Global Geopark                                 | 856           | 2011         | [ 88 ] [ 89 ]   |
| Apuai Alpok                           |                                       | Toszkána · Olaszország · é. sz. 44° 02′ 28″, k. h. 10° 22′ 03″44.041111°N 10.367500°EApuan Alps UNESCO Global Geopark                                                    | 494           | 2011         | [ 90 ] [ 91 ]   |
| Villuercas-Ibores-Jara                |                                       | Extremadura · Spanyolország · é. sz. 39° 27′ 07″, ny. h. 5° 19′ 39″39.451944°N 5.327500°WVilluercas Ibores Jara UNESCO Global Geopark                                    | 2544.4        | 2011         | [ 92 ] [ 93 ]   |
| Chablais                              |                                       | Auvergne-Rhone-Alpes · Franciaország · é. sz. 46° 20′ 53″, k. h. 6° 35′ 26″46.348095°N 6.590667°EChablais UNESCO Global Geopark                                          | 872           | 2012         | [ 94 ] [ 95 ]   |
| Central Catalunya                     |                                       | Katalónia · Spanyolország · é. sz. 42° 28′ 00″, k. h. 1° 49′ 18″42.466667°N 1.821667°ECentral Catalunya UNESCO Global Geopark                                            | 1300          | 2012         | [ 96 ] [ 97 ]   |
| Bakony–Balaton                        |                                       | Veszprém vármegye · Magyarország · é. sz. 46° 58′ 35″, k. h. 17° 55′ 43″46.976389°N 17.928611°EBakony-Balaton UNESCO Global Geopark                                      | 3244          | 2012         | [ 98 ] [ 99 ]   |
| Azori-szigetek                        |                                       | Azori-szigetek · Portugália · é. sz. 37° 44′ 28″, ny. h. 25° 40′ 32″37.741111°N 25.675556°WAzores UNESCO Global Geopark                                                  | 12884         | 2013         | [ 100 ] [ 101 ] |
| Karavanke/Karawanken                  |                                       | Stájerország, · Ausztria, Szlovénia · é. sz. 46° 30′ 15″, k. h. 14° 46′ 21″46.504167°N 14.772500°EKaravanke/Karawanken UNESCO Global Geopark                             | 1067          | 2013         | [ 102 ] [ 103 ] |
| Idrija                                |                                       | Goriška · Szlovénia · é. sz. 46° 00′ 03″, k. h. 14° 01′ 12″46.000775°N 14.020052°EIdrija UNESCO Global Geopark                                                           | 294           | 2013         | [ 104 ] [ 105 ] |
| Hondsrug                              |                                       | Drenthe · Hollandia · é. sz. 52° 55′ 50″, k. h. 6° 49′ 31″52.930556°N 6.825278°EHondsrug UNESCO Global Geopark                                                           | 1000          | 2013         | [ 106 ] [ 107 ] |
| Sesia – Val Grande                    |                                       | Piemont · Olaszország · é. sz. 45° 59′ 28″, k. h. 8° 20′ 36″45.991111°N 8.343333°ESesia - Val Grande UNESCO Global Geopark                                               | 2023          | 2013         | [ 108 ] [ 109 ] |
| Kula                                  |                                       | Égei-tengeri régió · Törökország · é. sz. 38° 36′ 34″, k. h. 28° 28′ 31″38.609444°N 28.475278°EKula Volcanic UNESCO Global Geopark                                       | 300           | 2013         | [ 110 ] [ 111 ] |
| Molina és Alto Tajo                   |                                       | Kasztília-La Mancha · Portugália · é. sz. 39° 16′ 46″, ny. h. 3° 05′ 52″39.279444°N 3.097778°WMolina and Alto Tajo UNESCO Global Geopark                                 | 4520          | 2014         | [ 112 ] [ 113 ] |
| El Hierro                             |                                       | Kanári-szigetek · Spanyolország · é. sz. 27° 43′ 32″, ny. h. 18° 01′ 27″27.725556°N 18.024167°WEl Hierro UNESCO Global Geopark                                           | 595           | 2014         | [ 114 ] [ 115 ] |
| Monts d’Ardèche                       |                                       | Auvergne-Rhone-Alpes · Franciaország · é. sz. 44° 38′ 06″, k. h. 4° 15′ 34″44.635000°N 4.259444°EMonts d’Ardèche UNESCO Global Geopark                                   | 2280          | 2014         | [ 116 ] [ 117 ] |
| Erz der Alpen                         |                                       | Salzburg · Ausztria · é. sz. 47° 22′ 12″, k. h. 13° 12′ 00″47.370000°N 13.200000°EErz der Alpen UNESCO Global Geopark                                                    | 211           | 2014         | [ 118 ]         |
| Odsherred                             |                                       | Sjælland · Dánia · é. sz. 55° 49′ 48″, k. h. 11° 34′ 48″55.830000°N 11.580000°EOdsherred UNESCO Global Geopark                                                           | 355           | 2014         | [ 119 ]         |
| Terras de Cavaleiros                  |                                       | Norte · Portugália · é. sz. 41° 32′ 24″, ny. h. 6° 58′ 12″41.540000°N 6.970000°WTerras de Cavaleiros UNESCO Global Geopark                                               | 700           | 2014         | [ 120 ] [ 121 ] |
| Lanzarote és Chinijo szigetek         |                                       | Kanári-szigetek · Spanyolország · é. sz. 29° 03′ 00″, ny. h. 13° 36′ 00″29.050000°N 13.600000°WLanzarote and Chinijo Islands UNESCO Global Geopark                       | 2500          | 2015         | [ 122 ] [ 123 ] |
| Reykjanes                             |                                       | Southern Peninsula · Izland · é. sz. 63° 58′ 23″, ny. h. 22° 31′ 00″63.973056°N 22.516667°WReykjanes UNESCO Global Geopark                                               | 825           | 2015         | [ 124 ] [ 125 ] |
| Pollino                               |                                       | Basilicata, Calabria · Olaszország · é. sz. 39° 55′ 52″, k. h. 16° 07′ 34″39.931111°N 16.126111°EPollino UNESCO Global Geopark                                           | 1925          | 2015         | [ 126 ] [ 127 ] |
| Sitia                                 |                                       | Kréta · Görögország · é. sz. 35° 10′ 01″, k. h. 26° 07′ 00″35.166944°N 26.116667°ESitia UNESCO Global Geopark                                                            | 517           | 2015         | [ 128 ] [ 129 ] |
| Troodos                               |                                       | Limassol · Ciprus · é. sz. 34° 58′ 49″, k. h. 32° 50′ 46″34.980278°N 32.846111°ETroodos UNESCO Global Geopark                                                            | 1147          | 2015         | [ 130 ] [ 131 ] |
| Causses du Quercy                     |                                       | Okcitánia · Franciaország · é. sz. 44° 34′ 19″, k. h. 1° 41′ 11″44.571944°N 1.686389°ECausses du Quercy UNESCO Global Geopark                                            | 1855          | 2017         | [ 132 ] [ 133 ] |
| Las Loras                             |                                       | Kasztília-León · Spanyolország · é. sz. 42° 30′ 58″, ny. h. 4° 00′ 38″42.516244°N 4.010515°WLas Loras UNESCO Global Geopark                                              | 950.76        | 2017         | [ 134 ] [ 135 ] |
| Beaujolais                            |                                       | Auvergne-Rhone-Alpes · Franciaország · é. sz. 48° 31′ 18″, ny. h. 64° 13′ 02″48.521642°N 64.217264°WPercé UNESCO Global Geopark                                          | 1550          | 2018         | [ 136 ] [ 137 ] |
| Famenne-Ardenne                       |                                       | Vallónia · Belgium · é. sz. 48° 31′ 18″, ny. h. 64° 13′ 02″48.521642°N 64.217264°WPercé UNESCO Global Geopark                                                            | 915           | 2018         | [ 138 ] [ 139 ] |
| Conca de Tremp–Montsec                |                                       | Katalónia · Spanyolország · é. sz. 42° 10′ 00″, k. h. 0° 53′ 45″42.166702°N 0.895778°EConca de Tremp-Montsec UNESCO Global Geopark                                       | 2050          | 2018         | [ 140 ] [ 141 ] |
| Courel-hegység                        |                                       | Galicia · Spanyolország · é. sz. 48° 31′ 18″, ny. h. 64° 13′ 02″48.521642°N 64.217264°WPercé UNESCO Global Geopark                                                       | 577.85        | 2019         | [ 142 ] [ 143 ] |
| Vis sziget                            |                                       | Split-Dalmácia · Horvátország · é. sz. 43° 02′ 44″, k. h. 16° 05′ 31″43.045633°N 16.091839°EVis Archipelago UNESCO Global Geopark                                        | 6661          | 2019         | [ 144 ] [ 145 ] |
| Trollfjell                            |                                       | Trøndelag · Norvégia · é. sz. 65° 28′ 21″, k. h. 12° 12′ 30″65.472572°N 12.208394°ETrollfjell UNESCO Global Geopark                                                      | 10082         | 2019         | [ 146 ] [ 147 ] |

## Európa geodiverzitásának megjelenése további nemzetközi egyezményekben

### Világörökség
AZ UNESCO világörökség listáján jelenleg 28 helyszín szerepel a VIII-as természeti kritérium alatt, mint a földtörténet egyetemes értékű példája:
- Pirin Nemzeti Park (Bulgária)
- Plitvicei-tavak Nemzeti Park (Horvátország)
- Ilulissat-jégfjord (Grönland, Dánia)
- Watt-tenger (Dánia, Németország, Hollandia)
- Stevns Klint (Dánia)
- Merenkurkku szigetvilága (Finnország, Svédország)
- Portói-öböl: Calanques de Piana, Girolata-öböl, Scandola Természetvédelmi Terület (Franciaország)
- Pireneusok – Mont Perdu (Franciaország, Spanyolország)
- Chaîne des Puys – Limagne vetőzóna (Franciaország)
- Messel bánya (Németország)
- Az Aggteleki-karszt és a Szlovák-karszt barlangjai (Magyarország, Szlovákia)
- Vatnajökull Nemzeti Park (Izland)
- Lipari-szigetek (Olaszország)
- Monte San Giorgio (Olaszország, Svájc)
- Az olasz Dolomitok (Olaszország)
- Etna (Olaszország)
- Durmitor Nemzeti Park (Montenegró)
- Nyugat-norvégiai fjordok – a Geiranger-fjord és a Nærøy-fjord (Norvégia)
- Bajkál-tó (Oroszország)
- Kamcsatka vulkánjai (Oroszország)
- Lénai oszlopok (Oroszország)
- Škocjan-barlangrendszer (Szlovénia)
- Teide Nemzeti Park (Spanyolország)
- Lappföld (Svédország)
- Jungfrau és Aletsch védett területei (Svájc)
- A svájci tektonikus terület Sardonában (Svájc)
- Óriások útja (Giant's Causeway) és a hozzá tartozó tengerpart (Egyesült Királyság)
- Dorset és Kelet-Devon tengerpartja („Jurassic Coast") (Egyesült Királyság)

További helyszínek találhatók a a páratlan természeti szépséggel és kiemelkedő esztétikai értékkel bíró területeket összefoglaló VII kritérium alatt  (a VIII és VII alatt is szereplő helyszínek nem szerepelnek duplán). Közülük a földtani örökség szempontjából az alábbiak relevánsak:
- Ohrid-régió (Albánia, Észak-Macedónia)
- Új-Kaledónia korallzátony és tengeri ököszisztéma (Franciaország)
- Réunion pajzsvulkánjai és kalderái (Franciaország)
- Francia déli és antarktiszi területek (Franciaország)
- Meteórák (Görögország)
- Athosz-hegy (Görögország)
- Duna-delta (Románia)
- Putorana-fennsík (Oroszország)
- Göreme Nemzeti Park és Kappadókia sziklatemplomai (Törökország)
- Hierapolisz – Pamukkale (Törökország)
- Saint Kilda-szigetcsoport  (Egyesült Királyság)
- A Gough-sziget vadrezervátuma (Egyesült Királyság)

## Külső hivatkozások
- Európai Geopark Hálózat Archiválva 2014. december 24-i dátummal a Wayback Machine-ben (accessed 29 January 2020)